# トヨタ・H8909
トヨタ RHV P8.97 H8909エンジンとは、トヨタ自動車がLMP1クラスおよびLMHクラス向けに開発したV6ツインターボエンジンである。
TS050 HYBRIDとGR010 HYBRIDに搭載された。

## TS050 HYBRID
競合に大きく後れを取った2015年シーズンを踏まえ、本来2017年シーズンに投入されるはずだった新型のV6ツインターボエンジンを前倒しでTS050 HYBRIDに搭載した:23。THS-Rの一部として組み込まれ、共に搭載される蓄電池はスーパーキャパシタからリチウムイオン電池に変更された:28-32。前後に搭載された運動エネルギー回生システム（ERS）の367 kWに加え、H8909単体で367 kWを出力する:29。
エンジン排気量は2.4リッター:25-26。2017年からは燃焼効率の向上を図ってプレチャンバー型燃焼室の技術を導入している:52-53:89。

## GR010 HYBRID
LMH規定に則って開発されたGR010 HYBRIDにはTS050 HYBRIDに搭載されたものをベースに3.5リッター化、バンク角は120度へ変更された。なおレギュレーションで最高出力が制限されていることに加え、いわゆる性能調整（BoP）の存在もあり、プレチャンバー型燃焼室を導入するメリットがないとして燃焼室は通常タイプのものとなっている。